# Sulawesirall
Sulawesirall (Gymnocrex rosenbergii) är en hotad fågel i familjen rallar inom ordningen tran- och rallfåglar. Den förekommer endast i Indonesien, på Sulawesi och närliggande Peleng. Där är den relativt fåtalig och tros den minska i antal. Den är upptagen på IUCN:s röda lista över hotade arter där den placeras i kategorin sårbar.

## Utseende och läte

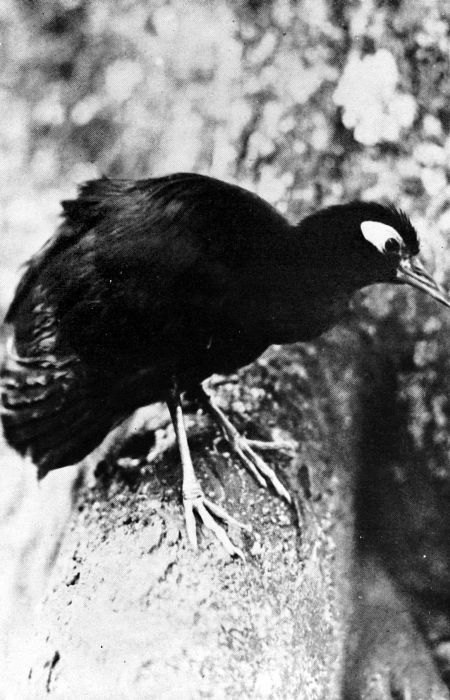

Sulawesirallen är en medelstor (30 cm), skygg och skogslevande rall. Runt ögat syns en bar, koboltblå fläck. Den är svart på hjässa, undersida och stjärt, medan ovansidan och vingarna är rostbruna. Den enda andra skogslevande rallen i dess utbredningsområde är snarkrallen som är grå på manteln, bröstet och i ansiktet, bandad på flankerna och saknar fläcken runt ögat. Sulawesirallens snarkande läte är dock relativt likt snarkrallens. Den varnar även med dämpade, kluckande ljud.

## Utbredning och systematik
Fågeln förekommer enbart på de indonesiska öarna Sulawesi och Peleng. Den behandlas som monotypisk, det vill säga att den inte delas in i några underarter.

### Släktskap
Arterna i Gymnocrex har inte analyserats genetiskt, men sentida studier visar på morfologiska likheter med den afrikanska nkulengurallen.

## Levnadssätt
Fågeln bebor gammal och tät städsegrön skog med inslag av tät undervegetation och vattendrag, vanligen mellan 150 och 900 meters höjd men sentida fynd har gjorts från 1 700 meter. Den flyger mycket dåligt och är därför i stort sett stationär. Mycket litet är känt om dess föda annat än att den tydligen huvudsakligen livnär sig på insekter och sniglar. Dess häckningsbiologi är helt okänd.

## Status och hot
Sulawesirallen har en liten världspopulation uppskattad till under 10 000 vuxna individer. Den tros minska i natal till följd av habitatförlust. Sentida fynd visar dock att arten möjligen har en större utbredning än man tidigare trott. Internationella naturvårdsunionen IUCN kategoriserar arten som sårbar.

## Taxonomi och namn
Sulawesirallen beskrevs taxonomiskt som art av Hermann Schlegel 1866. Fågelns vetenskapliga artnamn hedrar Carl Benjamin Hermann Freiherr von Rosenberg (1817-1888), tysk naturforskare, utforskare och samlare i Östindien.